# Tubož
Tubož (německy Dubus) je malá vesnice, část obce Blatce v okrese Česká Lípa, v Konrádovském dole, necelé dva kilometry jižně od vesnice Blatce, asi v polovině délky silnice II/259 mezi městečky Mšeno a Dubá. Vlastní Tubož se nachází západně od silnice II/259; přímo u silnice poblíž odbočky na Dolní Housku, avšak již na katastrálním území Houska, se nachází sídelní celek Palác, pojmenovaný podle někdejšího mlýna. Asi 700 metrů západojihozápadně od Tubože se nachází Tubožský Dvůr. Do katastrálního území Tubož o rozloze 5,78 km² patří Tubož, Tubožský dvůr a sousední vsi Blatečky a Konrádov, které jsou rovněž částmi obce Blatce.

## Historie

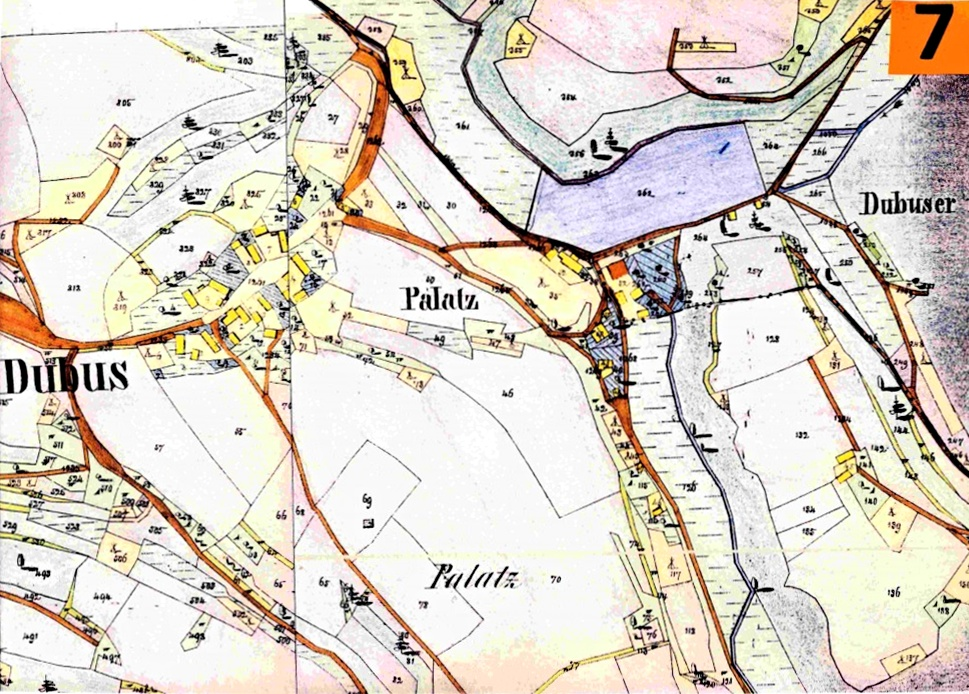
Mapa Tubože z roku 1843

První písemná zmínka o vesnici pochází z roku 1382.

## Přírodní poměry
Vesnice se nachází na území Chráněné krajinné oblasti Kokořínsko – Máchův kraj. V roce 1995 byla v katastrálním území Tubože, Blatců a Housky vyhlášena přírodní památka, mokřady Prameny Pšovky a zasahuje do ní malá část přírodní rezervace Kokořínský Důl. Mezi Tuboží a Houskou je další přírodní památka, mokřad Černý důl, jehož vody stékají k Tuboži do Pšovky.

## Obyvatelstvo

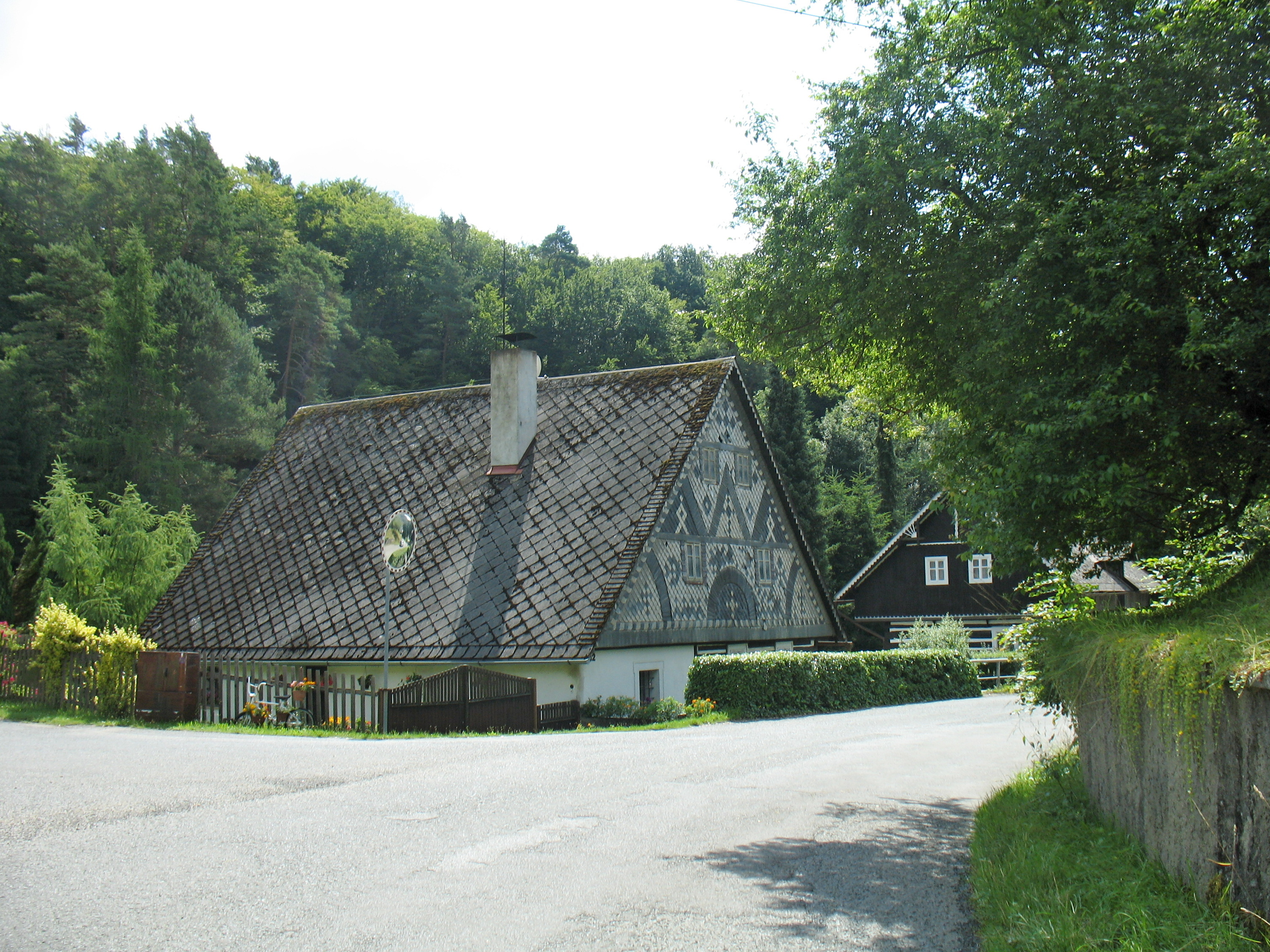
Mlýn Palác

Při sčítání lidu v roce 1921 ve vsi žilo 94 obyvatel (z toho 48 mužů), z nichž byli tři Čechoslováci a 91 Němců. Všichni se hlásili k římskokatolické církvi. Podle sčítání lidu z roku 1930 měla vesnice 93 obyvatel: pět Čechoslováků a 88 Němců. Opět všichni byli římskými katolíky.
| Rok            | 1869 | 1880 | 1890 | 1900 | 1910 | 1921 | 1930 | 1950 | 1961 | 1970 | 1980 | 1991 | 2001 | 2011 | 2021 |
| -------------- | ---- | ---- | ---- | ---- | ---- | ---- | ---- | ---- | ---- | ---- | ---- | ---- | ---- | ---- | ---- |
| Počet obyvatel | 126  | 123  | 121  | 106  | 109  | 94   | 93   | 53   | 31   | 33   | 14   | 5    | 9    | 11   | 12   |
| Počet domů     | 20   | 21   | 21   | 21   | 21   | 20   | 20   | 16   | 16   | 11   | 6    | 18   | 21   | 21   | 21   |

## Pamětihodnosti
- Ve vsi je vyhlášena vesnická památková zóna, protože je zde mnoho zachovalých stavení lidové architektury, roubené přízemní i patrové chalupy. Památkově chráněná je usedlost čp. 7.
- U silnice, avšak již na katastrálním území Houska, jsou na soukromém pozemku pozůstatky skalního mlýna Palác.[12] Náhon z Pšovky vede skalním tunelem od Zámeckého rybníka, zvaného někdy rovněž Palác.[13] (Pozn.: ač je areál bývalého Spáleného mlýna neboli Paláce evidován podle katastru na adrese jako Houska čp. 32, v mapce vesnické památkové zóny Tubož, zpracované a vydané Národním památkovým ústavem, je tento mlýn s přilehlými pozemky a skalním náhonem zahrnut do území Tubože).[12]

## Galerie

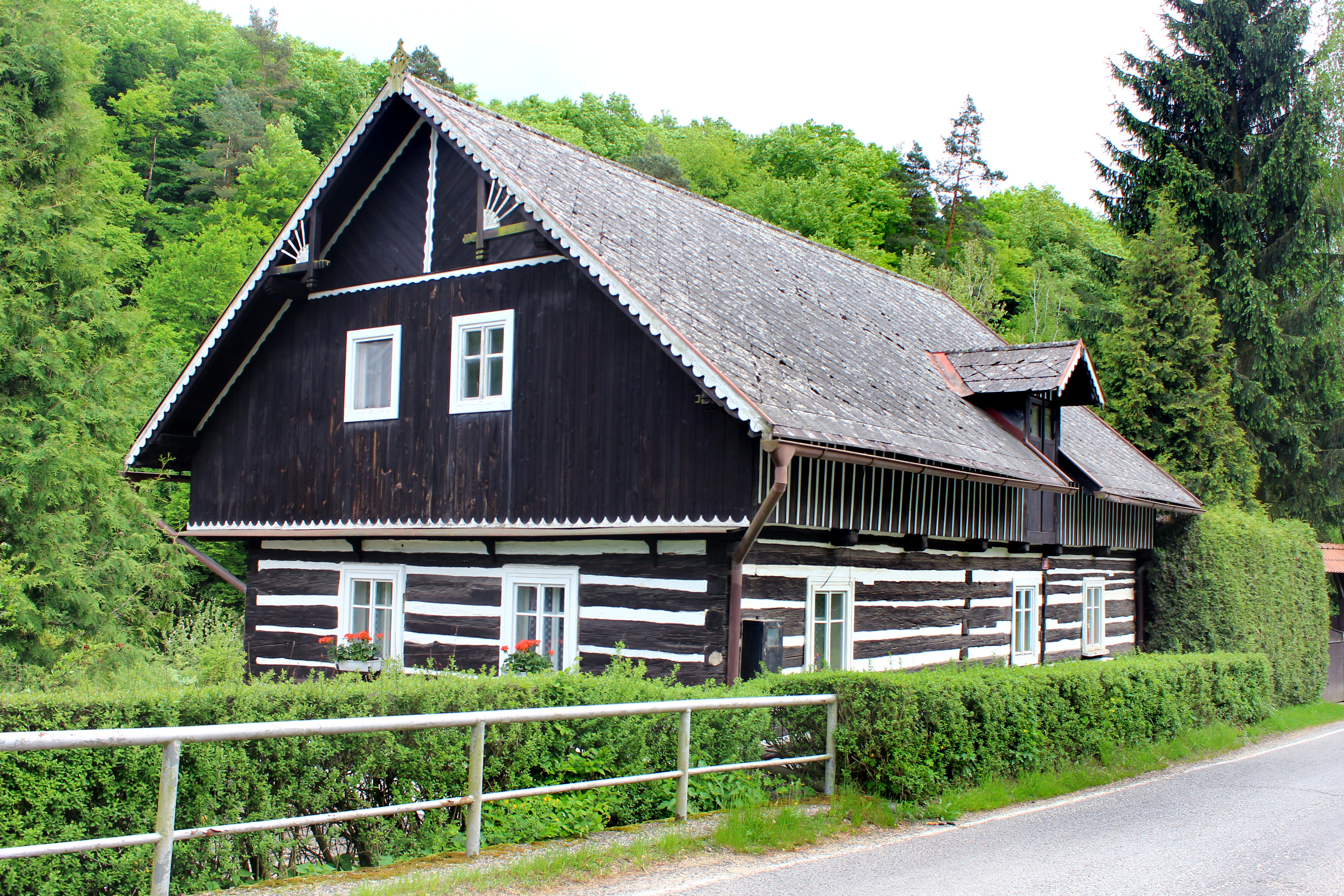
Jeden z roubených domů
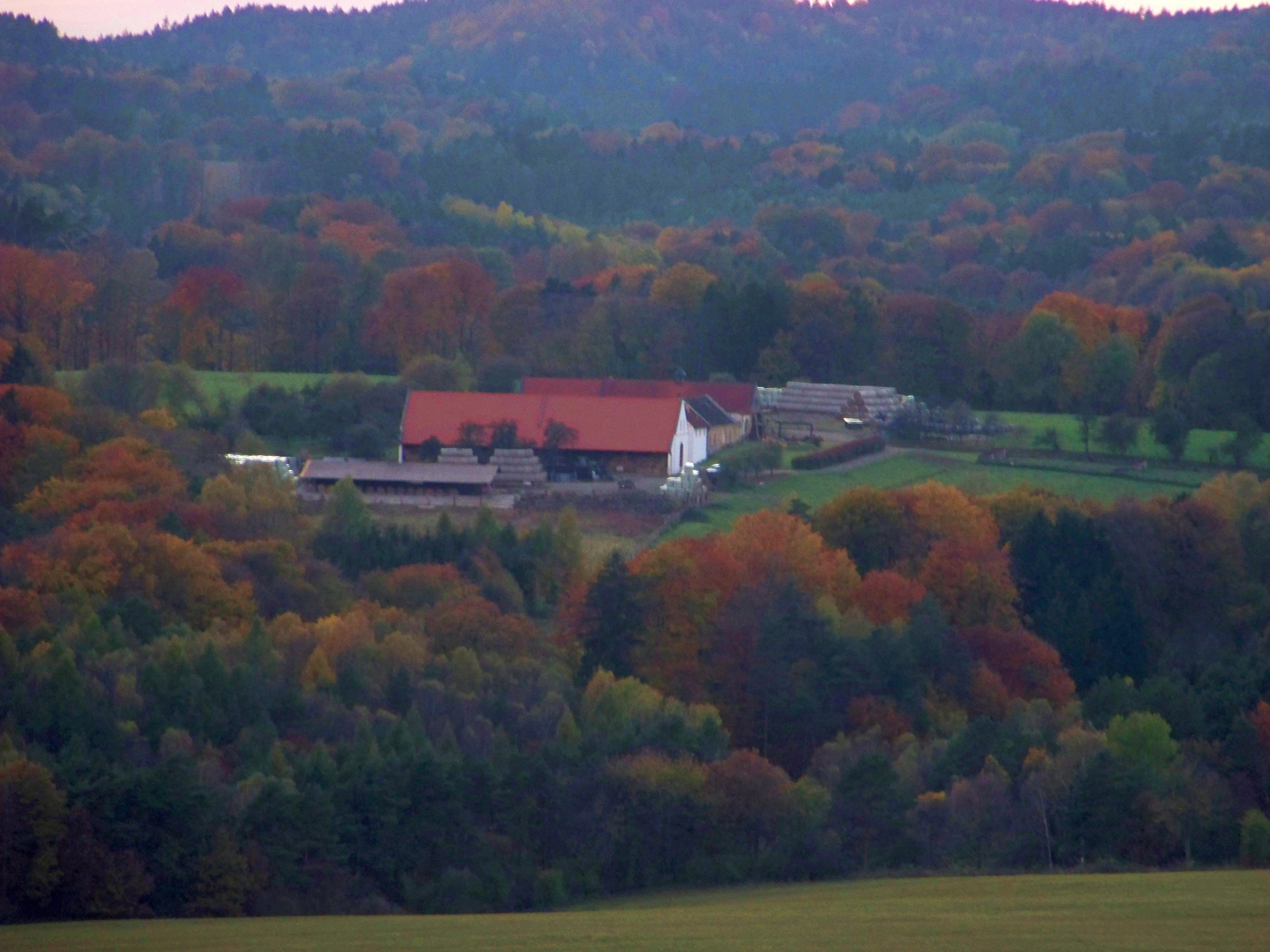
Tubožský dvůr
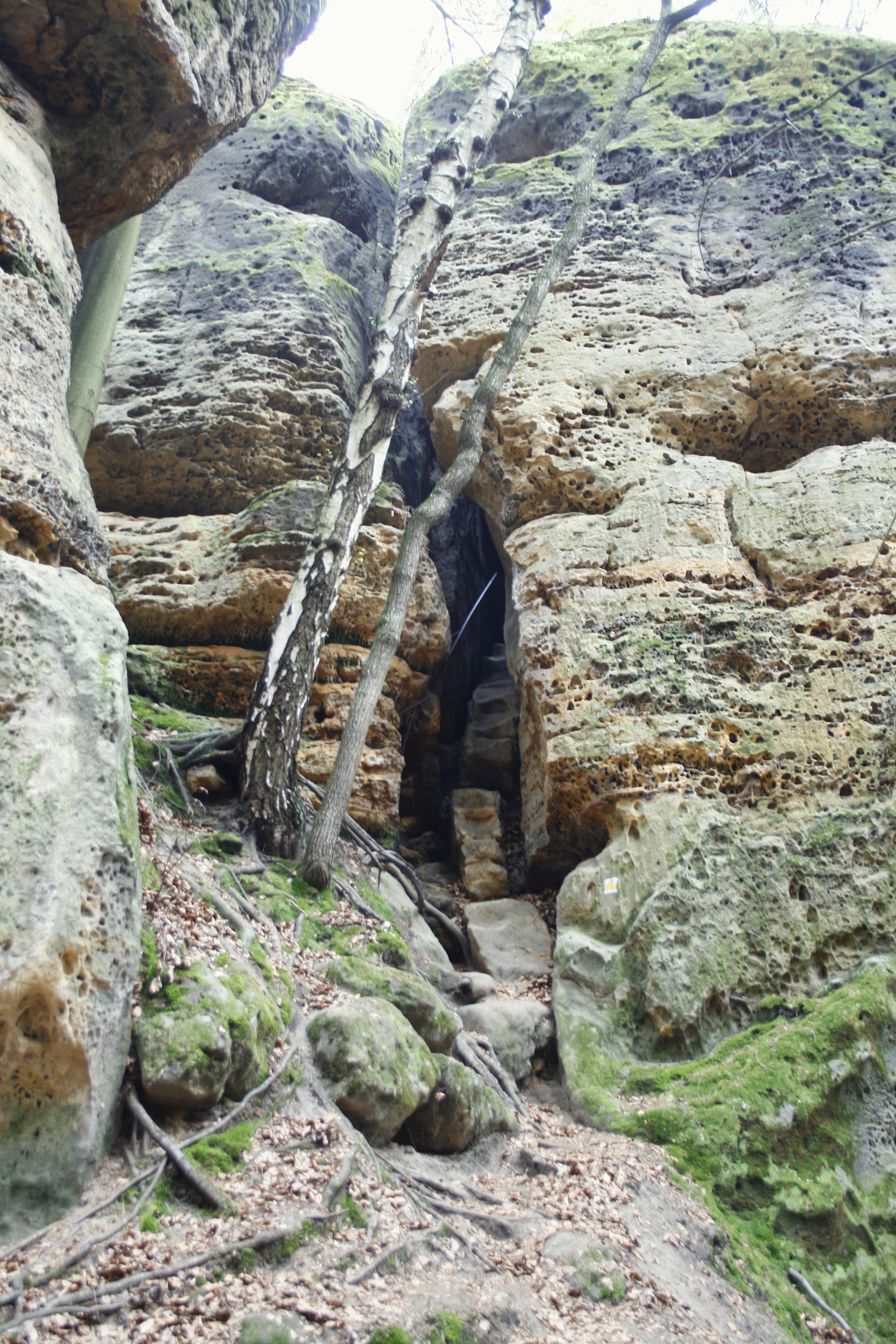
Jeskyně Kamenný úl nad Planým dolem
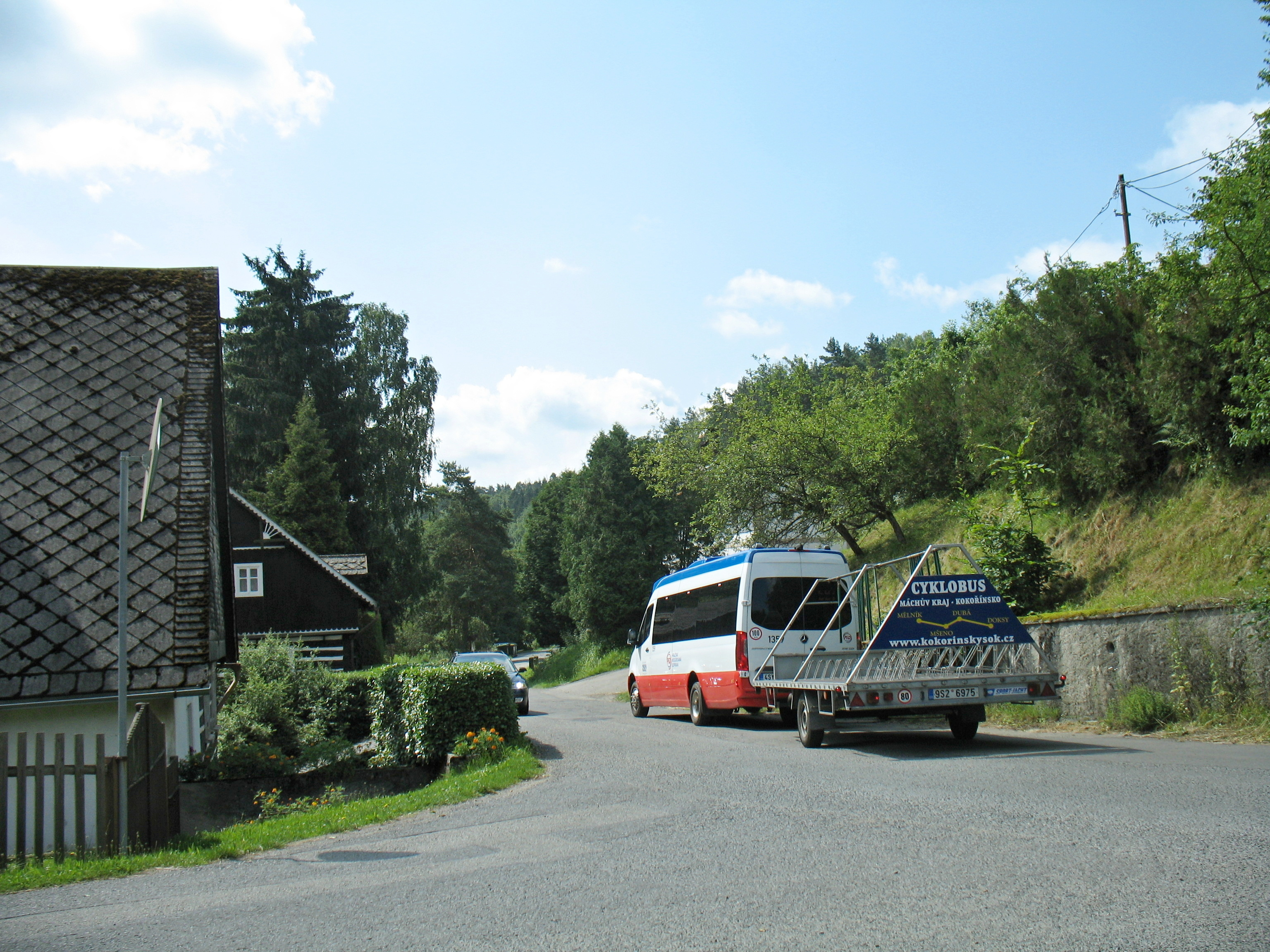
Cyklobus na lince PID Mšeno - Staré Splavy projíždí Tuboží
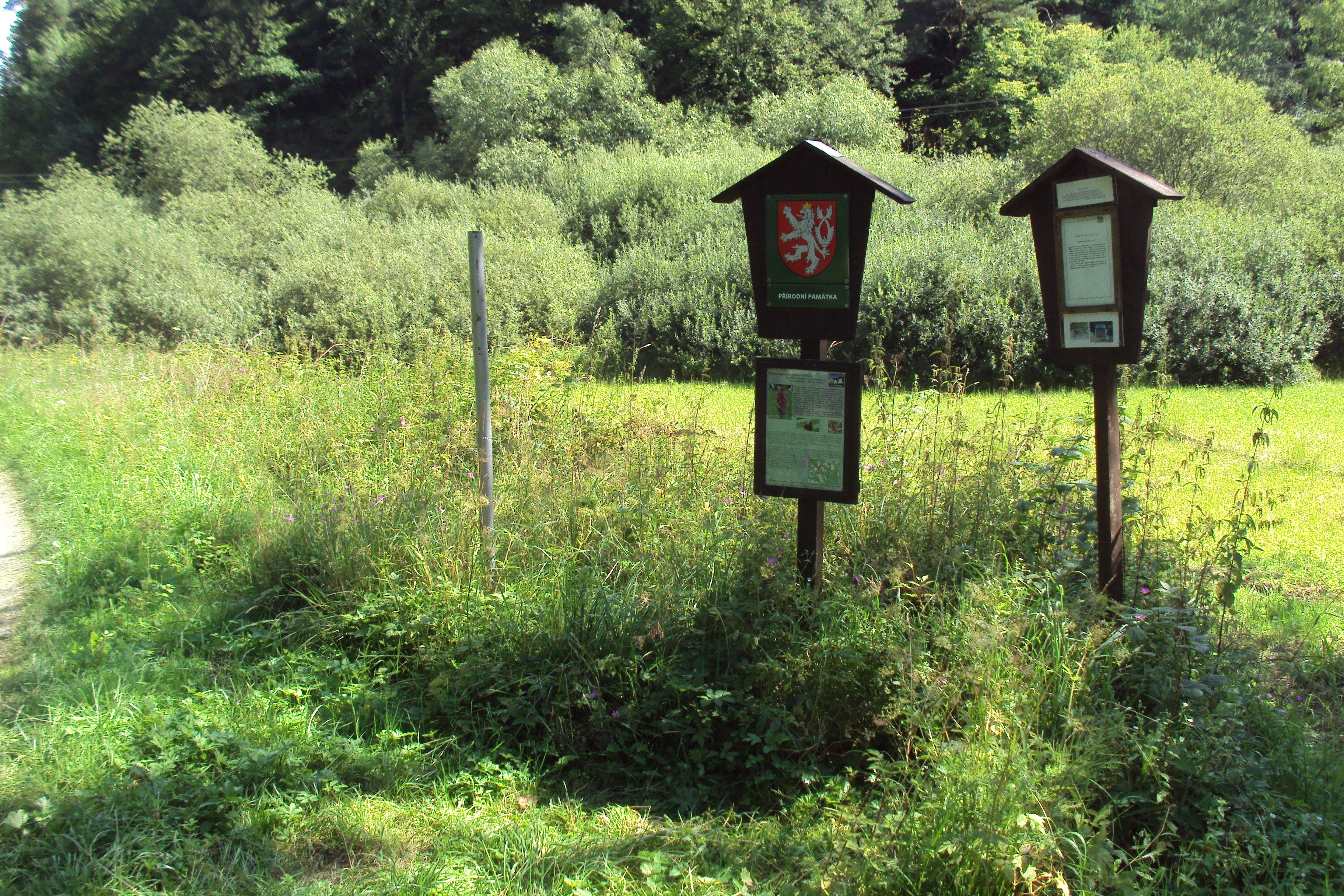
Prameny Pšovky u Tubože